# Héraldique islandaise
 (septembre 2022).
La mise en forme du texte ne suit pas les recommandations de Wikipédia : il faut le « wikifier ».
Les points d'amélioration suivants sont les cas les plus fréquents. Le détail des points à revoir est peut-être précisé sur la page de discussion.
- Les titres sont pré-formatés par le logiciel. Ils ne sont ni en capitales, ni en gras.
- Le texte ne doit pas être écrit en capitales (les noms de famille non plus), ni en gras, ni en italique, ni en « petit »…
- Le gras n'est utilisé que pour surligner le titre de l'article dans l'introduction, une seule fois.
- L'italique est rarement utilisé : mots en langue étrangère, titres d'œuvres, noms de bateaux, etc.
- Les citations ne sont pas en italique mais en corps de texte normal. Elles sont entourées par des guillemets français : « et ».
- Les listes à puces sont à éviter, des paragraphes rédigés étant largement préférés. Les tableaux sont à réserver à la présentation de données structurées (résultats, etc.).
- Les appels de note de bas de page (petits chiffres en exposant, introduits par l'outil «  Source ») sont à placer entre la fin de phrase et le point final[comme ça].
- Les liens internes (vers d'autres articles de Wikipédia) sont à choisir avec parcimonie. Créez des liens vers des articles approfondissant le sujet. Les termes génériques sans rapport avec le sujet sont à éviter, ainsi que les répétitions de liens vers un même terme.
- Les liens externes sont à placer uniquement dans une section « Liens externes », à la fin de l'article. Ces liens sont à choisir avec parcimonie suivant les règles définies. Si un lien sert de source à l'article, son insertion dans le texte est à faire par les notes de bas de page.
- La présentation des références doit suivre les conventions bibliographiques. Il est recommandé d'utiliser les modèles {{Ouvrage}}, {{Chapitre}}, {{Article}}, {{Lien web}} et/ou {{Bibliographie}}. Le mode d'édition visuel peut mettre en forme automatiquement les références.
- Insérer une infobox (cadre d'informations à droite) n'est pas obligatoire pour parachever la mise en page.

Pour une aide détaillée, merci de consulter Aide:Wikification.
Si vous pensez que ces points ont été résolus, vous pouvez retirer ce bandeau et améliorer la mise en forme d'un autre article.
L'héraldique islandaise est l'étude des armoiries et autres insignes utilisés en Islande. Elle appartient à la tradition héraldique germano-nordique, car l'héraldique de l'Islande a été principalement influencée par les traditions héraldiques de la Norvège, du Danemark et d'autres pays nordiques.

## Caractéristiques
L'absence d'organe régissant et enregistrant l'héraldique islandaise et l'isolement relatif de la nation insulaire par rapport à l'Europe continentale contribuent au fait que les formes et les styles héraldiques trouvés en Islande contrastent souvent fortement avec ceux des autres pays européens. Ainsi, l'héraldique islandaise présente plusieurs caractéristiques distinctives, notamment l'utilisation généralisée de logos représentant des paysages pour symboliser les services civiques, la proéminence des poissons et des symboles maritimes (par exemple, les phares ) ou de stockfisch (une morue séchée sans tête, parfois aplatie). Cela résulte du fait que ce pays insulaire à pour principale produit d'exportation le poisson. Le stockfisch coiffé d'une couronne ouverte était même le symbole héraldique du pays des années 1590 au XIXe siècle.
Conformément à la tradition germano-nordique, les couleurs utilisées dans l'héraldique islandaise comprennent l'argent, l'or, le bleu, le rouge, le noir et le vert. Le violet et les fourrures sont notamment absents, ce qui est particulièrement rare dans d'autres traditions héraldiques nordiques. 

## Histoire
Comme dans d'autres pays nordiques, l'utilisation de l'héraldique a commencé aux XIIIe siècle, avec les sceaux. La première utilisation connue du sceau en Islande fut celle faite par Hrafn Sveinbjarnarson. Sa chevalière en or, ornée d'un corbeau (Hrafn en islandais), était l'un des premiers exemples d'armes parlantes. La bague était un cadeau offert par Bjarni Kolbeinsson, évêque des Orcades .
Les armoiries personnelles étaient rares dans l'Islande médiévale. Elles étaient distinctes des autres traditions héraldiques, reflétant la flore et la faune particulières à l'Islande. Après que l'île soit devenue une partie du Royaume de Norvège en 1262, certains nobles islandais ont reçu des armes du roi de Norvège. Les archives indiquent que deux chevaliers islandais, Haukur Erlendsson vers l'an 1300, et Loftur le riche Guttormsson vers 1400, portaient chacun des armes nobles affublées un faucon. Par la suite, en 1450, Torfi Arason reçut les armes, Azure, un ours d'argent, avec un demi-ours d'argent sur la crête.  Björn Þorleifsson, quant à lui, reçut, en 1457, les armes, Azure, un ours d'argent, avec un demi-ours d'argent sur la crête. En 1488, Eggert Eggertsson, un Norvégien dont les descendants sont devenus gouverneurs de l'Islande pendant un certain temps, a reçu les armes, Azure, une demi-licorne d'argent, avec une demi-licorne d'argent sur la crête.  La noblesse fut abolie en Islande en 1660, et personne en Islande aujourd'hui n'a de droit légitime à un ancien blason familial.
Les Islandais autorisés à porter un blason comprenaient des récipiendaires de la Grand-Croix du Dannebrog et d'autres éligibles à ce prix. Sous la république moderne, il n'y a pas d'organisme de réglementation pour l'enregistrement des armoiries, et les dessins héraldiques ne peuvent être enregistrés qu'en tant que logo, et non en tant que véritables armoiries. Cela signifie qu'une version graphique particulière est enregistrée, tandis que des conceptions stylistiquement différentes conformes au même blason peuvent ne pas être protégées.
La monnaie moderne de l'Islande affiche fréquemment des éléments des armoiries nationales contemporaines, y compris le bouclier et / ou les quatre partisans de «l'esprit gardien». Un exemple notable d'affichage numismatique de l'héraldique islandaise est la pièce de médaille en bronze de 1974 illustrée ci-dessus.

## Armoiries nationales

Armoiries de l'Islande de 1944 à aujourd'hui, telles qu'elles sont utilisées aujourd'hui

Les armoiries nationales de l'Islande sont officiellement décrites ainsi :
"Une croix d'argent dans un champ bleu ciel, avec une croix rouge vif à l'intérieur de la croix d'argent. Les bras de la croix doivent s'étendre jusqu'au bord de l'écu sur les quatre côtés. La largeur de la croix doit être de 2/9 de la largeur de l'écu, mais la croix rouge moitié moins large, à 1/9 de la largeur de l'écu. Les sections supérieures doivent être carrées et les sections inférieures de la même largeur que les sections supérieures, mais un tiers plus longues. Les porteurs de bouclier sont les quatre esprits gardiens de l'Islande tels que décrits dans Heimskringla : un taureau sur le côté droit du bouclier ; un géant, à gauche ; un oiseau à droite au-dessus du taureau ; et un dragon à gauche, au-dessus du géant. Le bouclier repose sur une plaque de basalte colonnaire." 
Les premières armoiries nationales de l'Islande, qui peuvent être attestées dans des sources contemporaines, représentent un lion rouge sur un champ d'or dans le tiers supérieur et des barres d'argent et de bleu dans les deux tiers inférieurs (photo ci-dessous, première à partir de la gauche). Sur la base de ce champ particulier, qui est considéré comme exceptionnel en plaçant la barre d'argent la plus élevée directement contre le champ d'or, le comité consultatif héraldique du Danemark dans les années 1950 a émis l'hypothèse que la conception devait avoir pris en compte un blason antérieur représentant l'Islande, qui se composait très probablement simplement de douze barres alternées d'argent et de bleu. Ce dessin de douze rayures argentées et bleues alternées peut avoir été l'emblème accordé à Gissur Þorvaldsson par le roi Hákon IV de Norvège à Bergen en 1258, lorsqu'il le nomma comte d'Islande. À un moment donné au XVIe siècle, un stockfish couronné est devenu la représentation héraldique de l'Islande, bien que les origines de ce dessin se perdent au fil des siècles. Sa première utilisation qui peut être attestée sans controverse est dans un sceau en argent montrant le stockfish couronné avec la date 1593 et l'inscription SIGILLVM INSVLÆ ISLANDIÆ ("sceau de l'île d'Islande"), qui est maintenant conservé au Musée national d'Islande. Le stockfish couronné est resté le symbole de l'Islande jusqu'au XXe siècle, date à laquelle il a été supplanté par l'image d'un faucon gerfaut sur fond bleu. Par décret royal du roi du Danemark en 1903, les armoiries de l'Islande ont été changées en "un faucon gerfaut islandais blanc sur fond bleu", et en 1921, ce dessin est devenu l'emblème du nouvel Ordre du faucon islandais .
Le faucon gerfaut ne dura cependant pas longtemps comme blason islandais et le 12 février 1919 un nouveau blason fut adopté, décrit par décret royal : « Le blason islandais sera un écu couronné chargé du drapeau islandais. . Les porteurs du bouclier sont les quatre esprits gardiens familiers du pays : un dragon, un vautour, un taureau et un géant."  Ces quatre "esprits gardiens" ( Landvættir ) avaient été décrits par Snorri Sturluson dans sa saga du XIIIe siècle Heimskringla . Lorsque l'Islande a rétabli son indépendance et rétabli la république en 1944, des recommandations de modification des armoiries ont été discutées; la couronne a dû être supprimée, car l'Islande n'était plus sous une monarchie, et d'autres changements possibles, y compris le rétablissement du faucon gerfaut, ont été discutés. Finalement, les modifications majeures sont unanimement rejetées et la couronne est supprimée, les quatre supports redessinés et le compartiment redessiné en dalle de basalte colonnaire. La version nouvellement redessinée a été officiellement adoptée en 1944 par décret du président islandais nouvellement élu, Sveinn Björnsson.

Premières armes attestées d'Islande, v. XIIIe – XVIe siècles, dans une interprétation moderne
Armoiries d'Islande v. XVIe siècle-1903, dans une interprétation moderne
Armoiries d'Islande 1903-1919, dans une interprétation moderne
Armoiries d'Islande 1919-1944

## Armoiries municipales
Étant donné que la république moderne d'Islande n'a pas d'organe directeur pour réglementer l'enregistrement des armes héraldiques, il n'y en a pas d'enregistrée en tant que telle autre que les armes nationales. ces dernières ont été adoptées par décret présidentiel lors de l'accession à l'indépendance en 1944. Plutôt que de véritables armoiries, les municipalités portent des logos qui ressemblent généralement à des armoiries, mais les règles de l'héraldique ne sont pas toujours respectées et les résultats varient, allant d'armes héraldiques telles que celles d'Akureyri à des logos non héraldiques comme celui-ci. de Djupivogur.

Reykjavik